# Can Rimundet
Can Rimundet és una masia del municipi de Sant Llorenç d'Hortons, a la comarca catalana de la l'Alt Penedès. És un monument protegit i inventariat dins el Patrimoni Arquitectònic Català

## Descripció
Gran masia amb 111 hectàrees de terreny, amb tres masoveries, de planta rectangular, a dues vessants, de planta, pis i golfes, amb dos patis emmurallats i gran galeria porticada amb baranes de terracota a la façana principal i lateral. Distribució a partir d'una entrada amb una placa de marbre:"Esta casa de campo fué renobada por orden de D. Juan Bonastre i Jané en el año 1881", grandiosos cellers amb arcades i pilars de maó -obra molt possible del 1881, i una escala que condueix a l'antiga residència de l'amo, on cal remarcar-hi: un foc a terra amb escons, taula, clemàstecs forjats interessants i una graciosa xemeneia exterior, l'actual despatx amb una antiga capelleta policromada sense sant, portes d'armari de talla, pergamins emmarcats, i un rellotge de caixa amb la marca "José Anfruns -Barcelona", amb la caixa restaurada darrerament destruint les seves pintures antigues. Abundor d'edificis annexos al cos principal de la masia: els habitatges dels masovers, amb façana unitària, coronada per petits esglaonaments, un baluard amb dues portes i un xiprer centenari de soca esponerosa un angle dels cups, i dos rellotges de sol, un de matí i l'altre de tarda.

## Història
Cal esmentar l'existència al despatx de la casa d'un quadre amb un plànol de la finca fet el 21 de juliol del 1882 per Ramon Quera i Torras, mestres d'obres i agrimensor, molt detallat i amb una aquarel·la de la fesomia de la casa aleshores. Per altra banda, als arxius parroquials i municipals de Gelida s'hi troben sovint càrrecs públics que havien ostentat membres d'aquesta família.